# Carna (nymphe)
Pour les articles homonymes, voir Carna.
Carna est, dans la mythologie romaine, la nymphe du cardo (« gond, axe du monde »). Elle est fêtée le 1er juin. Sa légende nous est racontée par Ovide :

« Le premier jour [du mois de juin] t'est consacré, Carna, déesse des gonds. Elle ouvre ce qui est fermé, elle ferme ce qui est ouvert ; tels sont les attributs de sa divinité. […] Non loin des bords du Tibre s'élève l'antique bois d'Helernus, où les pontifes vont encore aujourd'hui offrir des sacrifices. […] On la prenait pour la sœur de Phébus, et ce n'était pas te faire injure, ô Phébé. Si quelque jeune amant lui adressait des paroles passionnées, elle répondait aussitôt : "Il y a trop de jour ici, et le jour est pour beaucoup dans la pudeur; conduisez-moi vers quelque grotte retirée, je vous suivrai." […] Janus la voit ; à sa vue, il s'enflamme ; il essaie par de douces paroles d'attendrir cette inflexible beauté : la nymphe, suivant sa coutume, le prie de trouver un asile solitaire ; elle feint de le suivre, de l'accompagner ; mais bientôt le guide est seul ; on vient de l'abandonner. Mais c'est en vain, ô insensée ! Janus ne voit-il pas ce qui se passe derrière lui ? Il sait déjà où tu es cachée. C'est en vain, te dis-je, car sous la roche où tu te réfugies, il te serre dans ses bras, il te possède et s'écrie : "Pour prix de tes faveurs, pour prix de ta virginité perdue, je soumets les gonds à ton pouvoir." Et à ces mots, il lui donne une branche d'aubépine, pour écarter des portes toute funeste aventure. »

Henri le Bonniec, dans des notes de sa traduction de l'ouvrage, explique que le poète identifie à tort Carna avec Cardea, déesse des gonds (cardo). Pourtant contesté, le rapport entre « caro » (chair) et Carna semble établi du point de vue philologique. Il cite Georges Dumézil : « Carna est à caro-carnis ce que Flora est à Flos-floris : ni dans un cas ni dans l'autre il ne s'agit d'une étymologie populaire, mais bien d'une formation onomastique usuelle dans la théologie ». 
Carna est la parèdre de Janus. Célébré le premier janvier, il ouvre l'année et les jours qui s'allongent, célébrée le premier juin, elle ouvre la seconde partie de l'année et les jours qui raccourcissent -- de là son association avec Phébus et la lumière d'une part -- les jours sont longs en juin -- mais avec une grotte et une certaine dissimulation : elle se cache de la lumière ou « cache la lumière » en quelque sorte. Pour cette raison, on la place aussi parmi les divinités infernales ou liées à la mort, car on lui offrait des fèves, légume symbolique des Enfers.
En outre, son rôle est de conserver en bon état les organes vitaux humains, comme le souligne Macrobe dans ses Saturnales (écrites vers 400). Reprenant les explications d'Ovide, il rapproche le nom de la déesse de caro, carnis (« chair, viande ») :

« Tarquin ayant été chassé durant ce mois, c'est-à-dire le jour des calendes, Brutus, pour s'acquitter d'un vœu qu'il avait fait, sacrifia à la déesse Carna, sur le mont Caelius. On regarde Carna comme la déesse des viscères du corps humain ; ce qui fait qu'on l'intercède pour la conservation du foie, du cœur, et de tous les viscères qui sont dans l'intérieur du corps. Et comme ce fut la dissimulation de ce qu'il avait dans le cœur qui mit Brutus en état d'opérer le bienfait de la restauration publique, il consacra un temple à la déesse Carna, comme étant celle qui préside aux viscères. On lui offre de la purée de fèves avec du lard, aliments qui restaurent puissamment les forces du corps. Les calendes de juin sont aussi appelées Fabariae, parce que les fèves, mûres durant ce mois, sont offertes dans les sacrifices. »

Elle est donc la déesse qui veille à la bonne digestion et au métabolisme qui transforme les aliments consommés en chair. Elle prend soin des organes vitaux des hommes : foie, cœur et intestins. Elle protège également les nouveau-nés, en écartant les stryges, créatures qui cherchaient à sucer leur sang. 
Sous le nom de Cardea, nom que l'on peut facilement rapprocher, à l'époque latine, de cardo, cardinis (« gond, charnière »), elle est vilipendée comme « divinité des portiers » par Tertullien : « Je ne parle pas […] de Forculus, sous la protection duquel sont les portes, ni de Cardéa, déesse des gonds, ni de Limentinus, auquel est consacré le seuil, ni enfin de tous ceux qu'adorent les portiers. » Chez saint Augustin, défenseur du monothéisme chrétien et moqueur de l'incompréhensible théogonie païenne, cela donne : « Pourquoi Forculus, qui préside aux portes, et Limentinus, qui préside au seuil, sont-ils mâles, tandis que Cardéa, qui veille sur les gonds, est femelle ? »
Que ce soit caro, carnis (« chair, viande »), ou cardo, cardinis (« charnière, gond »), ou encore cerno, cernere (« cerner, séparer, trancher »), le nom de Carna est à rapprocher du radical indo-européen *ker- (« trancher, couper »), dans la cosmologie romaine, la fête de Carna marquait une « coupure » temporelle.